# Axel Hütte
Axel Hütte, né en 1951 à Essen, est un photographe allemand.

## Biographie
Hütte est né à Essen, en Allemagne, en 1951. Il a étudié la photographie à l'Académie des beaux-arts de Düsseldorf de 1973 à 1981, dans la classe de Bernd Becher. Il a reçu une bourse de l'Office allemand d'échanges universitaires pour étudier à Londres et, en 1985, une bourse pour étudier au Centre d'études allemandes du Palazzo Barbarigo della Terrazza à Venise. De 1986 à 1988, il a bénéficié d'une bourse Karl Schmidt-Rottluff.
En 1993, Hütte a reçu le prix Hermann Claasen pour la photographie créative. Depuis lors, il travaille comme photographe indépendant.
Hütte vit et travaille à Düsseldorf. Son studio est situé dans l'ancienne centrale électrique de Hansaallee à Düsseldorf-Oberkassel, où les photographes Andreas Gursky, Thomas Ruff et Laurenz Berges ont également installé leur studio depuis le début des années 1980. Le bâtiment a été rénové par les architectes suisses Herzog & de Meuron en 2001, puis en 2010-2011.

## Travail
Depuis la fin des années 1990, Hütte s'intéresse non seulement à son travail documentaire, mais aussi à des sujets qui semblent plus picturaux, comme les paysages et les paysages urbains. Ses photographies d'architecture, telles que des ponts, des cages d'escalier, des couloirs ou des stations de métro, montrent des choses apparemment banales, parfois seulement des fragments, sous une forme disciplinée mais sans grand attrait sensoriel.
Son travail est une réflexion sur les possibilités mimétiques de la photographie. L'objectif principal de son travail photographique n'est pas la nature exacte de la réalité à l'aide de l'appareil photo, mais la réflexion sur la relation entre les images.
Il a été considéré comme l'équivalent d'un « peintre paysagiste » parmi les photographes contemporains, et a une grande expérience des prises de vue nocturnes.
Hütte a décrit ses œuvres dans l'exposition globale organisée à la Kunsthalle Krems : « Imperial, Majestic and Magical [le nom de l'exposition] fait référence à des mondes visuels concrets et en même temps énigmatiques qui nous sont familiers mais qui semblent étranges dans l'image. Ils doivent réactiver des souvenirs ou des rêves chez le spectateur, c'est-à-dire s'adresser à la mémoire implicite, et faire en sorte que le monde puisse être vécu comme réel et en même temps comme imaginaire".

## Publications
- As Dark As Light, Schirmer/Mosel Verlag, 2001 (ISBN 978-388-814929-0)
- Terra Incognita, Reina Sofia, 2004 (ISBN 978-848-026217-0)
- Axel Hütte speaks with Stephan Berg, La Fábrica Editorial and Fundación Telefónica, 2009 (ISBN 978-849-249889-5)
- Towards the Wood, Schirmer/Mosel Verlag, 2011 (ISBN 978-382-960515-1)

## Œuvres
San Miniato, 1990, Musée municipal de La Roche-sur-Yon